# Campeonato Paulista de Voleibol Feminino de 2021
O Campeonato Paulista de Voleibol Feminino de 2021 foi a quadragésima nona edição desta competição organizada pela Federação Paulista de Volleyball.

## Participantes
| Equipe                   | Cidade             | Última participação | Paulista 2020 |
| ------------------------ | ------------------ | ------------------- | ------------- |
| Osasco Audax             | Osasco             | Paulista 2020       | 1º            |
| Sesi/Vôlei Bauru         | Bauru              | Paulista 2020       | 2º            |
| Barueri VC               | Barueri            | Paulista 2020       | 3º            |
| E. C. Pinheiros          | São Paulo          | Paulista 2020       | 4º            |
| Energis 8/São Caetano    | São Caetano do Sul | Paulista 2020       | 6º            |
| AGEE-Atacadão/São Carlos | São Carlos         | Estretante          | -             |

## Forma de disputa
Na primeira fase as seis equipes jogaram entre si em turno único. As quatro melhores equipes avançaram para as semifinais, já as duas equipes vencedoras desta fase passaram para a final do campeonato, com disputa do set de ouro em caso de empate.
A classificação foi gerida da seguinte forma:
1. Maior número de partidas ganhas.
2. Maior número de pontos obtidos, que são concedidos da seguinte forma:
  - Partida com resultado final 3-0: 5 pontos para o vencedor e 0 pontos para o perdedor.
  - Partida com resultado final 3-1: 4 pontos para o vencedor e 1 pontos para o perdedor.
  - Partida com resultado final 3-2: 3 pontos para o vencedor e 2 pontos para o perdedor.
3. Proporção entre pontos ganhos e pontos perdidos (razão de pontos).
4. Proporção entre os sets ganhos e os sets perdidos (relação Sets).
5. Se o empate persistir entre duas equipes, a prioridade é dada à equipe que venceu a última partida entre as equipes envolvidas.
6. Se o empate persistir entre três equipes ou mais, uma nova classificação será feita levando-se em conta apenas as partidas entre as equipes envolvidas.

## Resultados

### Fase classificatória
Classificação da primeira fase.
- Todas as partidas seguem o horário local.

|     |                          |     | Jogos | Jogos | Jogos | Resultados | Resultados | Resultados | Resultados | Resultados | Resultados | Sets | Sets | Sets  | Pontos | Pontos | Pontos |
| Pos | Equipe                   | Pts | T     | V     | D     | 3–0        | 3–1        | 3–2        | 2–3        | 1–3        | 0–3        | V    | P    | R     | V      | P      | R      |
| --- | ------------------------ | --- | ----- | ----- | ----- | ---------- | ---------- | ---------- | ---------- | ---------- | ---------- | ---- | ---- | ----- | ------ | ------ | ------ |
| 1   | Sesi/Vôlei Bauru         | 15  | 5     | 5     | 0     | 2          | 3          | 0          | 0          | 0          | 0          | 15   | 3    | 5,000 | 445    | 359    | 1.240  |
| 2   | Osasco Audax             | 12  | 5     | 4     | 1     | 2          | 2          | 0          | 0          | 1          | 0          | 13   | 5    | 2.600 | 431    | 382    | 1.128  |
| 3   | Pinheiros                | 8   | 5     | 3     | 2     | 1          | 1          | 1          | 0          | 2          | 0          | 11   | 9    | 1.222 | 444    | 441    | 1.007  |
| 4   | Barueri                  | 6   | 5     | 2     | 3     | 2          | 0          | 0          | 0          | 2          | 1          | 8    | 9    | 0.889 | 400    | 372    | 1.075  |
| 5   | Energis 8/São Caetano    | 3   | 5     | 1     | 4     | 0          | 0          | 1          | 1          | 1          | 2          | 6    | 14   | 0.429 | 381    | 456    | 0.836  |
| 6   | AGEE-Atacadão/São Carlos | 1   | 5     | 0     | 5     | 0          | 0          | 0          | 1          | 0          | 4          | 2    | 15   | 0.133 | 308    | 399    | 0.772  |

#### Primeira rodada
| Data   | Hora  |                  | Placar |                          | Set 1 | Set 2 | Set 3 | Set 4 | Set 5 | Total | Relatório |
| ------ | ----- | ---------------- | ------ | ------------------------ | ----- | ----- | ----- | ----- | ----- | ----- | --------- |
| 27 ago | 19:00 | Barueri          | 1–3    | Pinheiros                | 23–25 | 25–19 | 21–25 | 22-25 |       | 91–69 | Relatório |
| 27 ago | 20:00 | Sesi/Vôlei Bauru | 3–1    | Energis 8/São Caetano    | 23–25 | 25–23 | 25–10 | 25-18 |       | 98–58 | Relatório |
| 31 ago | 19:30 | Osasco Audax     | 3–0    | AGEE-Atacadão/São Carlos | 25–14 | 25–13 | 25–21 |       |       | 75–48 | Relatório |

#### Segunda rodada
| Data  | Hora  |                       | Placar |                          | Set 1 | Set 2 | Set 3 | Set 4 | Set 5 | Total | Relatório |
| ----- | ----- | --------------------- | ------ | ------------------------ | ----- | ----- | ----- | ----- | ----- | ----- | --------- |
| 3 set | 19:00 | Energis 8/São Caetano | 0–3    | Osasco Audax             | 20–25 | 17–25 | 24–26 |       |       | 61–76 | Relatório |
| 3 set | 20:00 | Pinheiros             | 1–3    | Sesi/Vôlei Bauru         | 14–25 | 27–25 | 13–25 | 23-25 |       | 77–75 | Relatório |
| 7 set | 19:00 | Barueri               | 3–0    | AGEE-Atacadão/São Carlos | 25–19 | 25–16 | 25–23 |       |       | 75–58 | Relatório |

#### Terceira rodada
| Data   | Hora  |                          | Placar |                       | Set 1 | Set 2 | Set 3 | Set 4 | Set 5 | Total  | Relatório |
| ------ | ----- | ------------------------ | ------ | --------------------- | ----- | ----- | ----- | ----- | ----- | ------ | --------- |
| 10 set | 20:00 | Osasco Audax             | 3–1    | Pinheiros             | 25–23 | 24–26 | 27–25 | 25-16 |       | 101–74 | Relatório |
| 10 set | 21:30 | Sesi/Vôlei Bauru         | 3–0    | Barueri               | 25–21 | 25–23 | 28–26 |       |       | 78–70  | Relatório |
| 14 set | 00:00 | AGEE-Atacadão/São Carlos | 2–3    | Energis 8/São Caetano | 18–25 | 19–25 | 25–20 | 25-14 | 12-15 | 99–70  | Relatório |

#### Quarta rodada
| Data   | Hora  |                  | Placar |                          | Set 1 | Set 2 | Set 3 | Set 4 | Set 5 | Total  | Relatório |
| ------ | ----- | ---------------- | ------ | ------------------------ | ----- | ----- | ----- | ----- | ----- | ------ | --------- |
| 17 set | 20:00 | Pinheiros        | 3–2    | Energis 8/São Caetano    | 21–25 | 25–19 | 22–25 | 25-13 | 15-12 | 108–69 | Relatório |
| 17 set | 21:30 | Barueri          | 1–3    | Osasco Audax             | 25–16 | 21–25 | 20–25 | 23-25 |       | 89–66  | Relatório |
| 18 set | 16:00 | Sesi/Vôlei Bauru | 3–0    | AGEE-Atacadão/São Carlos | 25–20 | 25–10 | 25–18 |       |       | 75–48  | Relatório |

#### Quinta rodada
| Data   | Hora  |                          | Placar |                  | Set 1 | Set 2 | Set 3 | Set 4 | Set 5 | Total | Relatório |
| ------ | ----- | ------------------------ | ------ | ---------------- | ----- | ----- | ----- | ----- | ----- | ----- | --------- |
| 23 set | 19:30 | AGEE-Atacadão/São Carlos | 0–3    | Pinheiros        | 16–25 | 19–25 | 20–25 |       |       | 55–75 | Relatório |
| 24 set | 19:00 | Energis 8/São Caetano    | 0–3    | Barueri          | 13–25 | 20–25 | 18–25 |       |       | 51–75 | Relatório |
| 24 set | 21:30 | Osasco Audax             | 1–3    | Sesi/Vôlei Bauru | 23–25 | 21–25 | 25–19 | 19-25 |       | 88–69 | Relatório |

## Fase final
A fase final é jogada pelas seis equipes participantes, as duas primeiras colocadas se garantiram automaticamente nas semifinais, as demais se enfrentam nas quartas de final, disputado em uma série melhor de 3 jogos, e de forma análoga na semifinal e final.
|  | Quartas de final (Melhor-de-3) 28 a 30 de setembro de 2021 | Quartas de final (Melhor-de-3) 28 a 30 de setembro de 2021 | Quartas de final (Melhor-de-3) 28 a 30 de setembro de 2021 | Quartas de final (Melhor-de-3) 28 a 30 de setembro de 2021 | Quartas de final (Melhor-de-3) 28 a 30 de setembro de 2021 | Quartas de final (Melhor-de-3) 28 a 30 de setembro de 2021 |  |  | Semi-Finais (Melhor-de-3) 5 a 12 de outubro de 2021 | Semi-Finais (Melhor-de-3) 5 a 12 de outubro de 2021 | Semi-Finais (Melhor-de-3) 5 a 12 de outubro de 2021 | Semi-Finais (Melhor-de-3) 5 a 12 de outubro de 2021 | Semi-Finais (Melhor-de-3) 5 a 12 de outubro de 2021 | Semi-Finais (Melhor-de-3) 5 a 12 de outubro de 2021 |  |  | Final (Melhor-de-3) 15 a 19 de outubro de 2021 | Final (Melhor-de-3) 15 a 19 de outubro de 2021 | Final (Melhor-de-3) 15 a 19 de outubro de 2021 | Final (Melhor-de-3) 15 a 19 de outubro de 2021 | Final (Melhor-de-3) 15 a 19 de outubro de 2021 | Final (Melhor-de-3) 15 a 19 de outubro de 2021 |
|  |                                                            |                                                            |                                                            |                                                            |                                                            |                                                            |  |  |                                                     |                                                     |                                                     |                                                     |                                                     |                                                     |  |  |                                                |                                                |                                                |                                                |                                                |                                                |
|  |                                                            |                                                            |                                                            |                                                            |                                                            |                                                            |  |  | 1º                                                  | Sesi/Vôlei Bauru                                    | 3                                                   | 0                                                   | 0                                                   | 1                                                   |  |  |                                                |                                                |                                                |                                                |                                                |                                                |
|  | 4º                                                         | Barueri                                                    | 3                                                          | 3                                                          | -                                                          | 2                                                          |  |  | 4º                                                  | Barueri                                             | 1                                                   | 3                                                   | 3                                                   | 2                                                   |  |  |                                                |                                                |                                                |                                                |                                                |                                                |
|  | 5º                                                         | São Caetano                                                | 0                                                          | 0                                                          | -                                                          | 0                                                          |  |  |                                                     |                                                     |                                                     |                                                     |                                                     |                                                     |  |  | 2º                                             | Osasco Audax                                   | 3                                              | 3                                              | -                                              | 2                                              |
|  |                                                            |                                                            |                                                            |                                                            |                                                            |                                                            |  |  |                                                     |                                                     |                                                     |                                                     |                                                     |                                                     |  |  | 4º                                             | Barueri                                        | 0                                              | 0                                              | -                                              | 0                                              |
|  |                                                            |                                                            |                                                            |                                                            |                                                            |                                                            |  |  | 2º                                                  | Osasco Audax                                        | 3                                                   | 3                                                   | -                                                   | 2                                                   |  |  |                                                |                                                |                                                |                                                |                                                |                                                |
|  | 3º                                                         | Pinheiros                                                  | 3                                                          | 3                                                          | -                                                          | 2                                                          |  |  | 3º                                                  | Pinheiros                                           | 0                                                   | 1                                                   | -                                                   | 0                                                   |  |  |                                                |                                                |                                                |                                                |                                                |                                                |
|  | 6º                                                         | AGEE-São Carlos                                            | 0                                                          | 1                                                          | -                                                          | 0                                                          |  |  |                                                     |                                                     |                                                     |                                                     |                                                     |                                                     |  |  |                                                |                                                |                                                |                                                |                                                |                                                |

#### Quartas de final
QF1
| Data   | Hora  |                          | Placar |                          | Set 1 | Set 2 | Set 3 | Set 4 | Set 5 | Total | Relatório |
| ------ | ----- | ------------------------ | ------ | ------------------------ | ----- | ----- | ----- | ----- | ----- | ----- | --------- |
| 28 set | 19:00 | AGEE-Atacadão/São Carlos | 0–3    | Pinheiros                | 10–25 | 14–25 | 17–25 |       |       | 41–75 | Relatório |
| 30 set | 21:30 | Pinheiros                | 3–1    | AGEE-Atacadão/São Carlos | 22–25 | 25–18 | 25–15 | 25-21 |       | 97–58 | Relatório |

QF2
| Data   | Hora  |                       | Placar |                       | Set 1 | Set 2 | Set 3 | Set 4 | Set 5 | Total | Relatório |
| ------ | ----- | --------------------- | ------ | --------------------- | ----- | ----- | ----- | ----- | ----- | ----- | --------- |
| 28 set | 21:30 | Energis 8/São Caetano | 0–3    | Barueri               | 20–25 | 20–25 | 21–25 |       |       | 61–75 | Relatório |
| 30 set | 19:00 | Barueri               | 3–0    | Energis 8/São Caetano | 27–25 | 25–12 | 25–7  |       |       | 77–44 | Relatório |

#### Semifinal
SF1
| Data   | Hora  |                  | Placar |                  | Set 1 | Set 2 | Set 3 | Set 4 | Set 5 | Total | Relatório |
| ------ | ----- | ---------------- | ------ | ---------------- | ----- | ----- | ----- | ----- | ----- | ----- | --------- |
| 6 out  | 21:30 | Sesi/Vôlei Bauru | 3–1    | Barueri          | 25–19 | 23–25 | 25–23 | 25-22 |       | 98–67 | Relatório |
| 9 out  | 21:30 | Barueri          | 3–0    | Sesi/Vôlei Bauru | 25–21 | 25–13 | 25–20 |       |       | 75–54 | Relatório |
| 12 out | 19:00 | Sesi/Vôlei Bauru | 0–3    | Barueri          | 22–25 | 21–25 | 17–25 |       |       | 60–75 | Relatório |

SF2
| Data  | Hora  |              | Placar |              | Set 1 | Set 2 | Set 3 | Set 4 | Set 5 | Total | Relatório |
| ----- | ----- | ------------ | ------ | ------------ | ----- | ----- | ----- | ----- | ----- | ----- | --------- |
| 5 out | 21:30 | Osasco Audax | 3–0    | Pinheiros    | 25–21 | 25–17 | 25–20 |       |       | 75–58 | Relatório |
| 8 out | 21:30 | Pinheiros    | 1–3    | Osasco Audax | 23–25 | 19–25 | 25–18 | 21-25 |       | 88–68 | Relatório |

#### Final
| Data   | Hora  |              | Placar |              | Set 1 | Set 2 | Set 3 | Set 4 | Set 5 | Total | Relatório |
| ------ | ----- | ------------ | ------ | ------------ | ----- | ----- | ----- | ----- | ----- | ----- | --------- |
| 15 out | 21:30 | Osasco Audax | 3–0    | Barueri      | 25–21 | 25–20 | 25–22 |       |       | 75–63 | Relatório |
| 19 out | 18:00 | Barueri      | 0–3    | Osasco Audax | 16–25 | 17–25 | 17–25 |       |       | 50–75 | Relatório |

## Premiação
| Campeonato Paulista de Voleibol Feminino de 2021 |
| ------------------------------------------------ |
| Osasco Audax Campeão (16.º título)               |